# George Edwards

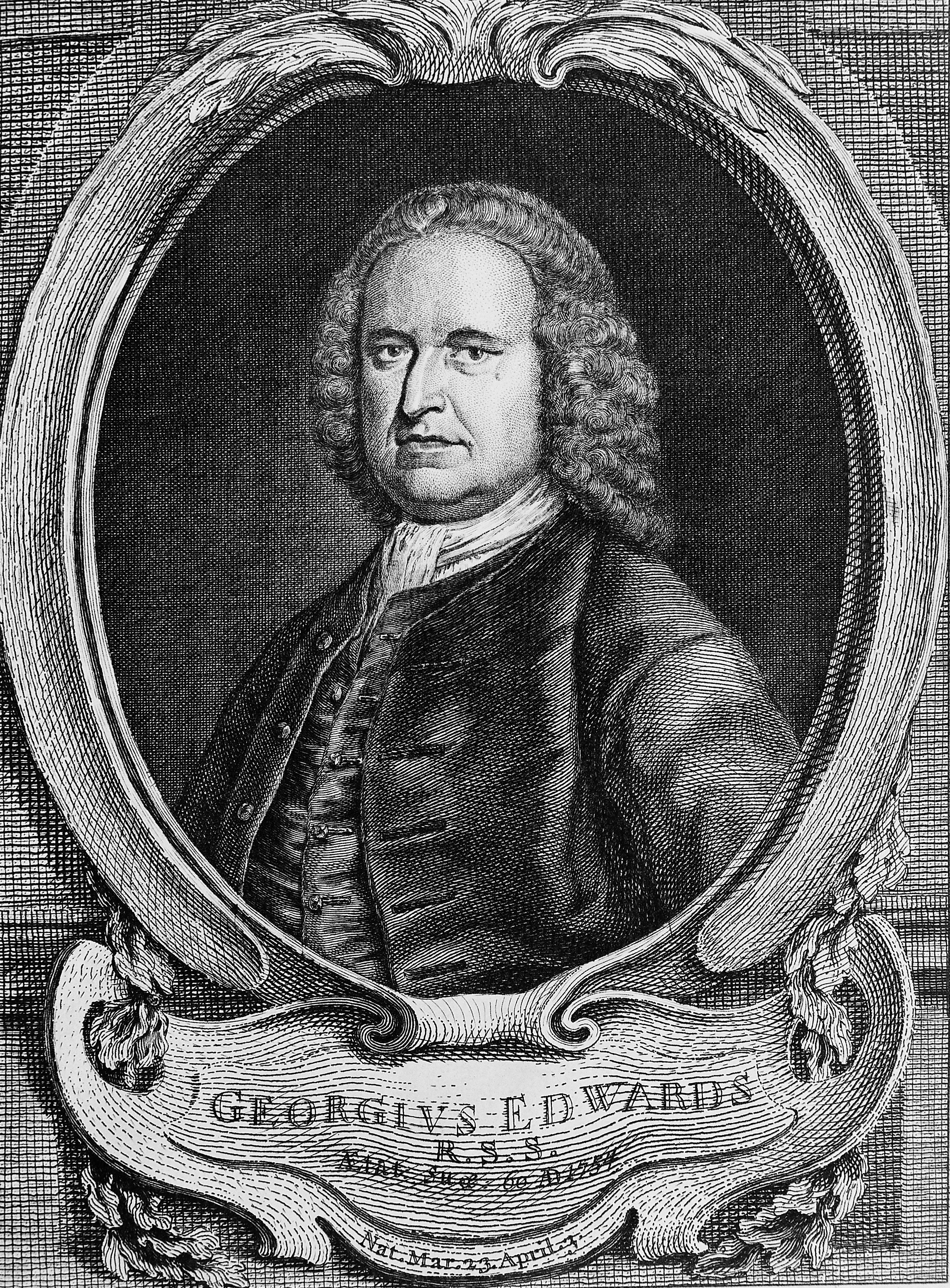
George Edwards.

George Edwards (Stratford, Essex, Gran Bretaña; 3 de abril de 1693-Plaistow, Essex, Gran Bretaña; 23 de julio de 1773) fue un naturalista y ornitólogo inglés, conocido como uno de los padres de la ornitología británica. 
En su juventud viajó mucho a través de Europa, estudiando historia natural y ganando cierta reputación por sus dibujos en color de animales, especialmente de aves. En 1733, con la recomendación de Sir Hans Sloane, fue nombrado bibliotecario del Royal College of Physicians en Londres.
En 1743 publicó su primer volumen de History of Birds, apareciendo el cuarto volumen en 1751. Tres volúmenes suplementarios con el título de Gleanings of Natural History, aparecieron en 1758, 1760 y 1764. Ambas obras contienen grabados y descripciones de más de 600 temas de historia natural que no habían sido previamente descritos o dibujados. Añadió un índice general en francés e inglés, al que posteriormente el propio Linneo, con quien se escribía frecuentemente, le añadió los nombres binomiales.
Hacia 1764 se retiró a Plaistow, Essex, donde moriría posteriormente.
También escribió Essays of Natural History (1770) y Elements of Fossilogy (1776).